# حمى قلاعية
الحُمَّى القِلَاعِيَّةُ أو الجُلَاخُ المعروف أيضًا بداء الحافر والفم (بالإنجليزية: Foot-and-mouth disease)‏، هو مرض فيروسي معدٍ وقد يكون مميتًا في بعض الأحيان، ويؤثر أساسًا على الحيوانات ذات الأصابع الزوجية مثل الماشية البرية والمستأنسة. يتسبب الفيروس في حدوث حمى شديدة تستمر من يومين إلى ستة أيام، تليها ظهور بثور داخل الفم وعلى الحوافر، التي قد تنفجر مسببة العرج.
يعد داء الحمى القلاعية من الأمراض ذات التأثير الكبير على تربية الحيوانات، بسبب طبيعته شديدة العدوى، حيث يمكن أن ينتقل بسهولة عبر التلامس مع الحيوانات المصابة أو الأدوات الزراعية الملوثة أو المركبات أو الملابس أو الأعلاف، بالإضافة إلى الحيوانات المفترسة البرية والمستأنسة. تتطلب الإجراءات جهودًا كبيرة لمكافحة هذا المرض تشمل التطعيم، المراقبة الصارمة، فرض قيود تجارية، فرض الحجر الصحي، وذبح الحيوانات المصابة أو الحاملة للفيروس، سواء كانت صحية أو غير مصابة.
تشمل الحيوانات القابلة للإصابة الأبقار، الجاموس، الغنم، الماعز، الخنازير، الغزلان، الأيائل، والبيسون. كما تم تسجيل إصابة القنافذ والفيلة بالفيروس أيضًا. أما اللامة والألبكة، فقد تظهر عليها أعراض خفيفة، ولكنها مقاومة للمرض ولا تنقله إلى أفراد من نفس النوع. في التجارب المعملية، أصيبت الفئران والدجاج صناعيًا، لكن من غير المتوقع أن تصاب بالمرض في الظروف الطبيعية. يمكن أن تتحول الأبقار، الجاموس الآسيوي والأفريقي، الغنم، والماعز إلى حاملين للفيروس بعد الإصابة الحادة، أي أنهم يحملون كميات ضئيلة من الفيروس لكنهم يبدون بصحة جيدة. ويمكن أن تستمر هذه الحيوانات في حمل الفيروس لمدة تصل إلى عامين، ومن غير المرجح أن تنقل العدوى إلى حيوانات أخرى، رغم أن الأدلة المعملية تشير إلى إمكانية انتقال الفيروس من الحيوانات الحاملة.
نادرًا ما يُصاب البشر بفيروس الحمى القلاعية. أما الأطفال الصغار، فيمكن أن يصابوا بمرض اليد والقدم والفم، الذي غالبًا ما يُخلط مع الحمى القلاعية. كما يصيب فيروس اليد والقدم والفم الأبقار والغنم والخنازير. ويعد مرض اليد والقدم والفم مرضًا فيروسيًا ناتجًا عن عدة فيروسات تنتمي إلى عائلة الفيروسات البيكورناوية، ولكنه يختلف عن الحمى القلاعية.
السبب الرئيسي لداء الحمى القلاعية هو فيروس الأفتو (فيروس الحمى القلاعية). تحدث العدوى عندما يدخل جزيء الفيروس إلى خلية العائل، حيث يجبر الخلية على إنتاج آلاف النسخ من الفيروس، وفي النهاية تنفجر الخلية وتطلق الجزيئات الجديدة إلى الدم. يتميز الفيروس بتنوع جيني كبير، مما يقلل من فعالية التطعيم. تم توثيق المرض لأول مرة في عام 1870.

## الأعراض
تتراوح فترة حضانة فيروس الحمى القلاعية بين يوم واحد واثني عشر يومًا. يتميز المرض بارتفاع شديد في درجة الحرارة ينخفض بسرعة بعد يومين إلى ثلاثة أيام، وظهور بثور في الفم تؤدي إلى إفراز مفرط للعاب لزج أو رغوي، مما يسبب سيلان اللعاب، بالإضافة إلى بثور على الأقدام قد تنفجر مسببة العرج. قد تعاني الحيوانات البالغة من فقدان الوزن الذي قد يستمر لفترة طويلة دون تعافٍ، بالإضافة إلى تورم في الخصيتين لدى الذكور البالغة، كما قد يتأثر إنتاج الحليب في الأبقار بشكل كبير.
وعلى الرغم من أن معظم الحيوانات تتعافى في نهاية المطاف من الحمى القلاعية، إلا أن المرض قد يسبب التهاب العضلة القلبية والموت، خاصة في الحيوانات الوليدة. بعض الحيوانات المجترة المصابة قد تظل حاملات غير عرضيات للفيروس، مما يعني أنها قد تنقله إلى حيوانات أخرى رغم عدم ظهور الأعراض عليها، بينما لا يمكن للخنازير أن تكون حوامل غير عرضيات للفيروس.

### العدوى تحت السريرية
يمكن تصنيف العدوى تحت السريرية (التي لا تظهر أعراضها) إلى نوعين: حديثة ومستدامة، وفقًا للوقت الذي تحدث فيه وما إذا كان الحيوان يحمل الفيروس بشكل معدٍ أم لا. العدوى تحت السريرية الحديثة هي عدوى حادة، تحدث بعد فترة قصيرة من تعرض الحيوان لفيروس الحمى القلاعية (حوالي يوم إلى يومين) وتستمر لمدة 8 إلى 14 يومًا. تتميز العدوى الحادة بوجود كميات كبيرة من الفيروس المتكاثر في البلعوم. في حالة العدوى تحت السريرية الحديثة، يظل الفيروس في البلعوم دون أن ينتقل إلى الدم كما يحدث في العدوى السريرية. ورغم أن الحيوانات المصابة بالعدوى تحت السريرية الحديثة لا تظهر عليها علامات المرض، فإنها تفرز كميات كبيرة من الفيروس عبر الإفرازات الأنفية واللعاب، مما يتيح لها نقل الفيروس إلى حيوانات أخرى. تحدث هذه العدوى غالبًا في الحيوانات الملقحة، لكنها قد تحدث أيضًا في الحيوانات غير الملقحة.
أما العدوى تحت السريرية المستدامة (المعروفة أيضًا بحالة الحامل) فتحدث عندما يتعافى الحيوان من العدوى الحادة ولكن يظل يحتوي على كميات ضئيلة من الفيروس المتكاثر في البلعوم. يمكن للأبقار والجاموس والأغنام والماعز أن تصبح حاملة للفيروس، بينما لا يمكن للخنازير أن تكون كذلك. قد تصبح الحيوانات حاملة للفيروس بعد الإصابة بعدوى حادة، سواء ظهرت عليها الأعراض أم لا. كما يمكن أن تصبح الحيوانات الملقحة وغير الملقحة حاملات للفيروس. يعد انتقال فيروس الحمى القلاعية من الحيوانات الحاملة إلى الحيوانات المعرضة للإصابة أمرًا غير مرجح جدًا في الظروف الطبيعية، ولم يتم تأكيده في الدراسات الميدانية.
لكن في إحدى التجارب، تم جمع الفيروس من البلعوم في الأبقار الحاملة وتم إدخاله إلى بلعوم أبقار معرّضة للفيروس، وأصيبت الأبقار المعرّضة وظهرت عليها بثور مميزة في الفم والقدمين. هذا يدعم النظرية القائلة بأنه رغم أن احتمال انتقال الفيروس من حامل منخفض، فإنه ليس مستحيلًا. لا يزال من غير المفهوم تمامًا لماذا تصبح الحيوانات المجترة حاملات للفيروس بينما لا تفعل ذلك الخنازير، أو لماذا تتطور العدوى المستدامة في بعض الحيوانات دون الأخرى، وهي مسائل لا تزال قيد البحث.
نظرًا لأن الحيوانات الملقحة قد تصبح حاملات للفيروس، فإن الفترة اللازمة لإثبات خلو المنطقة من الحمى القلاعية تكون أطول عند استخدام اللقاحات بدلاً من الذبح كإستراتيجية لمكافحة التفشي. ولذلك، فإن العديد من الدول الخالية من الحمى القلاعية تعارض اللقاح الطارئ في حالات التفشي، خوفًا من التداعيات الاقتصادية والتجارية لفترة طويلة بدون حالة خلو من المرض.
على الرغم من أن خطر انتقال الفيروس من حامل فردي للحمى القلاعية يعتبر منخفضًا جدًا، إلا أن وجود العديد من الحوامل في المناطق الموبوءة قد يزيد من احتمالات انتقال الفيروس. كما يمكن أن يكون من الصعب التمييز بين العدوى الحديثة والمستمرة في الحقل، حيث أن كليهما يشمل حيوانات تبدو صحية ولا تظهر عليها الأعراض لكنها تختبر إيجابيًا للفيروس. وهذا يعقد مكافحة المرض، حيث أن نوعي العدوى تحت السريرية يحملان مخاطر مختلفة في نشر المرض.

## تاريخ
في عام 1897م، أثبت فريدريك لوفلر أن مرض الحمى القلاعية له أصل فيروسي. بعد تمرير دم حيوان مصاب عبر فلتر زجاجي، وجد أن السائل الذي تم الحصول عليه لا يزال قادرًا على التسبب في المرض لدى حيوانات سليمة.
الحمى القلاعية منتشرة في العديد من البلدان، وتؤثر جزئيًا على أوروبا، أفريقيا، آسيا، وأمريكا الجنوبية. بعض الدول مثل أستراليا، الولايات المتحدة الأمريكية، وكندا (التي استأصلت المرض منذ عام 1929) لم تسجل أي حالة إصابة بالمرض.
ينتشر الفيروس بسرعة كبيرة، مما يشكل قلقًا عالميًا. في المملكة المتحدة، تسبب تفشي المرض في عام 2001 في قتل العديد من الحيوانات وإلغاء العديد من الفعاليات الرياضية والترفيهية. بعد الحرب العالمية الثانية، انتشرت الحمى القلاعية في جميع أنحاء العالم. في عام 1996، انتشرت العدوى في آسيا وأفريقيا وبعض مناطق أمريكا الجنوبية (مثل شيلي والأرجنتين)، والتي لم تشهد حالات إصابة منذ عام 1994م.
تم تصنيف العديد من البلدان الأوروبية على أنها خالية من المرض، في حين توقفت بعض الدول في نطاق الاتحاد الأوروبي عن التلقيح ضد الحمى القلاعية. لم تسجل أمريكا الشمالية، أمريكا الوسطى، أستراليا، نيوزيلندا، والجزر البريطانية أي حالات إصابة منذ عدة سنوات. وفي 7 مارس 2012، ظهرت العدوى في جمهورية مصر العربية في عدد من المحافظات، مما أدى إلى إعلان حالة الطوارئ من قبل الطب البيطري وقتها.
بين عامي 1960 و 1970، قام الأطباء البيطريون الفرنسيون بمعالجة المرض، وأطلقوا حملات وقائية واسعة. رغم وجود علاج للمرض، تم سحبه من الخدمة بقرار تقني.

## سبب المرض
يسبب الحمى القلاعية فيروس يحمل ذات الاسم، حجمه من 25 إلى 30 نانومتر، يحوي على حمض ريبي نووي (رنا) أحادي ذا شحنة موجبة.
توجد 7 أنواع مصلية من الحمة القلاعية:
- O
- A
- C
- SAT-1
- SAT-2
- SAT-3
- Asie-1.

وتظهر هذه الأنواع المصلية بصفات مختلفة حسب المناطق.
الخطر في هذا الفيروس هو إمكانية تغيير التركيب الوراثي له من حين لآخر؛ حيث تظهر فصائل خطيرة جديدة في الحيوانات تتسبب في خسائر فادحة في الإنتاج الحيواني (3، 4).

## الانتشار
انتشر هذا المرض بعد الحرب العالمية الثانية في العالم ففي عام 1996 وجدت مناطق موبوءة مثل آسيا وأفريقيا كذلك أجزاء من جنوب أمريكا ووجد أن الأرجنتين خالية من المرض منذ عام 1994 وعرفت معظم الأقطار الأوروبية على أنها خالية من المرض كما أن الأقطار التي تنتمي للاتحاد الأوروبي أوقفت التحصين ضد هذا المرض.
لقد أعلنت مقاطعة جوانغ نام الواقعة في وسط فيتنام رسميا انتشار مرض الحمى القلاعية الذي أصاب نحو ألفي بقرة ومعظمها من الجاموس والأبقار والثيران. وأصاب مرض الحمى القلاعية 27 منطقة في ستة بلدان وأقاليم منذ الأول من ديسمبر عام 2003 وحسبما ذكرت صحيفة «يونغ بيبل» المحلية.
قد شكلت السلطات في المقاطعات فرقا بين القطاعات لضمان سلامة صحة المواد الغذائية، ونصحت المواطنين المحليين بعدم تناول منتجات الأبقار المصابة على الرغم من عدم وجود أي حالة إصابة لإنسان بهذا المرض بعد تناوله لحوم البقر المصاب. وتسبب انتشار مرض الحمى القلاعية، الذي ضرب أجزاءً كثيرة من آسيا وأفريقيا وأمريكا اللاتينية في خسائر اقتصادية فادحة لأنه يؤدي إلى إضعاف مناعة البقر وخفض كمية إنتاج اللحم والحليب كما يؤدي أيضا إلى الإجهاض.

### حالات حديثة للحمى القلاعية
- المملكة المتحدة 2001م: نجم عن العدوى بشمال أوروبا سنة 2001م خسائر قُدّرت ب 13 مليار أوروبا.[28]

حسب النظرية فإن النوع المصلي o المسببة لهذه العدوى جاءت من طبق أحد المطاعم الآسيوية، عدم احترام القوانين الأوروبية بأحد مزارع تربية الخنازير أدى إلى عدوى شملت كل بريطانيا العظمى وجزء كبير من أوروبا.
- المملكة المتحدة 2007م: ظهرت في أول 2007 ب إنجلترا عدوى جديدة للحمى القلاعية.
- في أبريل 2010 انتشرت عدوى الحمى القلاعية في اليابان وكوريا الجنوبية مسببة أضرار فادحة في قطاع المواشي وإنتاج اللحوم.
- مصر 2012م ظهرت في العديد من المحافظات الريفية وأصابت المئات من المواشي.
- الجزائر سنة 2014 م ظهر في 23 ولاية من 40 ولاية جزائرية.

## طرق انتقال العدوى
يعتبر هذا المرض من أكثر الأمراض عدوى حيث ينتقل من الحيوان المصاب إلى السليم عن طريق مباشر أو غير مباشر نتيجة الملامسة لمواد ملوثة بالفيروس مثل: اللعاب، اللبن، البراز، البول. كما ينتشر عن طريق الطيور والسيارات والآدميين علاوة عن انتقاله بواسطة الحيوانات الأليفة والبرية والتي تحمل الفيروس لمدة طويلة بعد شفائها، كما ينتقل عن طريق الرياح تحت الظروف الجوية الملائمة.
يمكن إرجاع سهولة انتشار فيروس الحمى القلاعية إلى ثلاثة عوامل مهمة هي مقاومة الفيروس القوية لكل اللقاحات وقابليته للتطاير بالإضافة إلى ازدياد عدد مزارع التربية وارتفاع الكثافة فيها، وسهولة حركة الحيوانات من مكان إلى آخر، وهذا كله يجعل مرض الحمى القلاعية ينتشر أسرع ويصيب حيوانات أكبر. يقول الاختصاصي البيطري برنار فالا: (يستطيع الفيروس العيش بضعة أيام في الهواء الخارجي، ثم ينتقل من حيوان إلى آخر بالاحتكاك المباشر، أو عن طريق الهواء، أو أرجل الحيوانات الملوثة التي تضعها في الطين، وأيضاً عن طريق  الأحذية  وتوجد عوامل بيئية واجتماعية واقتصادية أخرى تساعد على سرعة انتقال العدوى وعلى رأسها انتشار تربية الحيوانات انتشارًا واسعًا ومكثفًا، بعد أن كانت مقصورة على بعض المزارع المعزولة ومن ثم فإن تكدس هذه الحيوانات في مصانع اللحوم يسهل عملية انتقال الفيروس، إضافة إلى سائر الفيروسات المعدية  كما يلعب تبادل الحيوانات، وهو أسلوب متبع في تربيتها دوراً حيوياً في العدوى، فلم تعد الحيوانات تقضي عمرها بالكامل في مزرعة واحدة بل تنتقل من وحدة متخصصة في التكاثر إلى وحدة أخرى متخصصة في التسمين. وهكذا يجد الفيروس نفسه محمولاً من ضحية إلى أخرى مجاناً وبسهولة كبيرة.
- تكون عن طريق الرذاذ المحمل بالفيروس
- عن طريق الجماد الملوث بالفيروس من إفرازات الحيونات المصابة (قيء أو لعاب)
- عن طريق السائل المنوي وخاصة في الأبقار
- يمكن أن تنقل الحيوانات المفترسة والأليفة المرض وهي لا يظهر عليها أعراض واضحة للمرض فقط تحمل الفيروس
- يمكن للإنسان أن يساهم في نقل المرض من المناطق المصابة إلى المناطق الأخرى عن طريق حمل الفيروس على الملابس أو الجلد.

### في الإنسان
- لا ينتقل المرض في الغالب إلى الإنسان إلا في بعض الحالات النادرة لأن الفيروس يتأثر بالأحماض (الحمض المعدي) وبالتالي الانتقال يكون عن طريق الفم قبل البلع ووصول الفيروس إلى المعدة.[31]

## التشخيص
1. تؤخذ عينة من الغشاء الطلائي للسان أو سائل الحويصلات.
2. توضع العينة في محلول 50% جلسيرين ملحي معقم على أن تكون نسبة تركيز الأس الهيدروجيني فيه لا يقل عن 7.4.
3. تستخدم تقنية الإليزا (Elisa) في تشخيص هذا المرض.
4. التعرف على الفيروس المسبب للمرض وذلك لاختيار اللقاح المناسب لاستعماله كلقاح مضاد للمرض.

## الوقاية
1. رفع درجة الحرارة حيث تساهم في قتل الفيروس
2. شراء اللحم من مصدر موثوق به.

## أعراض مشابهة لفيروس آخر
يوجد مرض فيروسي أخر ينتج عنه نفس الأعراض يُعرف باسم مرض اليد والقدم والفم الذي يُصيب الإنسان، خاصة الأطفال ويسببه فيروس مختلف عن فيروس الحمى القلاعية يُسمى فيروس فيروس كوكساكي أ.

## وصلات خارجية
- الحمى القلاعية بحوث ودراسات موقع الشامسي
- الحمى القلاعية من موقع سيريا فيت
- الحمى القلاعية من موقع سبانا
- الحمى القلاعية من موقع عرب فيت
- علاج الحمى القلاعية بمستخلصات بعض النباتات الطبية